# 荣誉守则
荣誉守则（英文：Code of Honor）是美国科幻电视剧星际旅行：下一代的第一季第四集。在这一集中，星际联邦的附属星球爆发了传染病，百万人丧生，为了获取一种只有利根人（Ligon）才能制造的疫苗，联邦星舰进取号接到了前往利根星的命令。但利根的代表Luton却劫持了塔莎·叶。

## 剧情

### 友好接触
星历41235.25，星际联邦下属的一颗星球发生了惨绝人寰的传染病，造成上百万人死亡。此时，星际联邦了解到“利根”种族可以制造一种能对抗传染病的疫苗，便派遣由让-吕克·皮卡尔舰长带领的聯邦星艦企業號出使利根星，洽谈疫苗事宜。利根人派出了他们的代表Lutan，并坚持要使用自己的传送装置，Lutan带领着几名护卫传送到了企业号上。在企业号上，Lutan对塔莎·叶中尉产生了极大的兴趣，他要求叶向他们示范星际联邦的高科技全息甲板，并让叶示范了搏击技术。叶高超的搏击技术更让Lutan刮目相看。

### 劫持塔莎·叶
正当利根人准备离开企业号时，意想不到的事情发生了，Lutan一把抓住叶，一同与他传回了利根星。皮卡尔舰长立刻开启了“红色警告”，全舰进入了战斗状态。这时，顾问迪安娜·特洛伊向舰长讲解了利根人的荣誉法则，Data也搜索资料库得出了一个结论：利根人以从强大的势力中劫持人质为光荣，且利根人的最高原则就是“荣誉”。根据这些数据，皮卡尔认为与利根人的交战可以避免，便持续像利根人发送信息，询问对方真实用意。

### 访问利根星
一夜后，利根人终于回复了信息，Lutan表示没有对叶怎么样，而是为了荣誉才这样做，希望皮卡尔原谅。随后，Lutan邀请舰长一行人造访利根星。Data称根据利根人的荣誉法则，他们不会对最高长官发动进攻，认为皮卡尔造访利根星是安全的。就这样，皮卡尔舰长带领大副威廉·赖克传送到了利根星。在利根星，舰长一行人受到了很高的待遇。Lutan称晚上就会释放叶中尉。

### 生死决斗
到了晚上，Lutan举办了宴席，宴席间，Lutan表示他已经爱上了叶，希望叶做他的第一夫人。而此时，Lutan原来的第一夫人Yareena十分愤怒，并根据利根人的传统，向叶发起了生死决斗。为了获得利根人的疫苗，叶答应了决斗的邀请。第二天，决斗正式开始，叶和Yareena都装备上了利根人的传统武器，这种武器上面沾有剧毒。经过几轮较量，叶攻击到了Yareena，使她沾上了致命的剧毒，但此时的企业号迅速将叶和Yareena传送到了医疗室中。经过医生贝弗莉·柯洛夏的救治，Yareena捡回了一条性命。

### 土地易主
在利根人的文化中，女人可以拥有土地，而其丈夫有权支配这些土地。经过这次决斗，Yareena发觉Lutan并不爱他，反而是Lutan的一名护卫对她关爱有加。因此，Yareena决定改嫁这名护卫，这样一来，Lutan失去了所有的权势。企业号又一次解决了难题，解救了叶中尉，带着疫苗返回了星际联邦。

## 评价
- 顾问特雷西对这集的利根人评价称：“利根人在剧中的形象表现了人们对非洲落后部落文明的普遍看法，这让他有一点不舒服。这集的结尾也与星际旅行：初代系列中的”Amok Time“有些相似[4]。
- 卫斯理·柯洛夏的扮演者威尔·惠顿评价这集称：”我对这集比较失望，因为情节的设计有些不好，一些观众会对剧中的情节对号入座，让这一集看起来有些种族主义和性别歧视主义[5]。